# Methylrood-broomcresolgroen
Het mengsel van methylrood en broomcresolgroen wordt als mengindicator in zuur-basetitraties toegepast. 
De kleuromslag van methylrood is, vanaf de basische kant komend, van geel naar rood. Deze kleurverandering is, met name in gekleurde oplossingen (bijvoorbeeld sinaasappelsap), lastig te zien. Door het toevoegen van broomcresolgroen, dat in hetzelfde pH-gebied van blauw naar geel verkleurt, wordt de kleuromslag van groen (mengkleur van geel en blauw) naar oranje-rood. Deze kleuromslag is veel beter zichtbaar.